# アレクサンドル・ルング
アレクサンドル・ルング（Alexandru Lungu、1974年9月3日 - ）は、ルーマニアの男性総合格闘家。元柔道家。ビホル県パレウ出身。ゴールデン・グローリー・ルーマニア所属。
巨体を相手に突進させてのバチバチの殴り合いを得意とし、また、柔道仕込みのテイクダウン力が武器。そして、上のポジションからのパウンドや絞め技をよく使う。彼の試合は勝っても負けてもほとんど1ラウンドでのKOか一本である。

## 来歴
最初は柔道に取り組んでいて、ジュニア時代には後に国際柔道連盟会長を務めることになるマリウス・ビゼールのコーチの下で、1994年の世界ジュニアにおいて優勝を飾った。1996年のアトランタオリンピックでは2回戦で敗れた。1999年のユニバーシアード無差別では優勝した。しかし、翌年のシドニーオリンピックには国内予選で敗れて出場できなかった。2001年の世界選手権無差別では7位だった。
2005年、プロ転向。日本の総合格闘技イベントPRIDEでデビュー。デビュー戦はTKOで敗れたが（日本での試合はこの一試合のみ）、これ以降の試合はほとんど負け無しである。トム・エリクソン、ジミー・アンブリッツを下している。
キックボクシングルールの試合では、ボブ・サップとの殴り合いを制し、パンチでKOしたことがある。

## 戦績

### 総合格闘技
| 総合格闘技 戦績 | 総合格闘技 戦績 | 総合格闘技 戦績 | 総合格闘技 戦績 | 総合格闘技 戦績 | 総合格闘技 戦績 | 総合格闘技 戦績 |
| --------------- | --------------- | --------------- | --------------- | --------------- | --------------- | --------------- |
| 10 試合         | (T)KO           | 一本            | 判定            | その他          | 引き分け        | 無効試合        |
| 8 勝            | 4               | 4               | 0               | 0               | 0               | 0               |
| 2 敗            | 2               | 0               | 0               | 0               | 0               | 0               |

| 勝敗 | 対戦相手                     | 試合結果                           | 大会名                                 | 開催年月日     |
| ○    | クリス・マーレ               | 1R 1:06 三角絞め                   | Gala MMA: Romania vs. Germany          | 2011年10月29日 |
| ○    | アルベルト・サルコジ         | 1R 0:25 TKO（パンチ連打）          | LK: 10 Years in the Ring               | 2010年11月19日 |
| ○    | ジミー・アンブリッツ         | 2R TKO（ドクターストップ）         | K-1 World Grand Prix 2010 in Bucharest | 2010年5月21日  |
| ×    | ラスティスラフ・タラロビッチ | 2R 0:54 TKO（パンチ連打）          | K-1 ColliZion 2009 Final Tournament    | 2009年12月12日 |
| ○    | ジャスティス・スミス         | 1R 0:51 チョーク                   | K-1 ColliZion 2009 Final Elimination   | 2009年10月24日 |
| ○    | ルーベン・ビシャレアル       | 1R 1:45 チョーク                   | LK 33: ORA De Actiune                  | 2009年4月12日  |
| ○    | マーク・ベントリー           | 1R 0:06 KO（パンチ連打）           | Strike FC 3: Noaptea Demonilor         | 2008年10月31日 |
| ○    | トム・エリクソン             | 1R 1:21 KO（パンチ連打）           | Strike FC 2: Mamaia                    | 2008年8月1日   |
| ○    | マーク・ブキャナン           | 1R 1:55 チキンウィングアームロック | Cage Rage 18: Battleground             | 2006年9月30日  |
| ×    | ジェームス・トンプソン       | 1R 2:13 TKO（スタンドパンチ連打）  | PRIDE.30 STARTING OVER                 | 2005年10月23日 |

### キックボクシング
| キックボクシング 戦績 | キックボクシング 戦績 | キックボクシング 戦績 | キックボクシング 戦績 | キックボクシング 戦績 | キックボクシング 戦績 | キックボクシング 戦績 |
| --------------------- | --------------------- | --------------------- | --------------------- | --------------------- | --------------------- | --------------------- |
| 3 試合                | (T)KO                 | 判定                  | その他                | 引き分け              | 無効試合              |                       |
| 3 勝                  | 2                     | 1                     | 0                     | 0                     | 0                     |                       |
| 0 敗                  | 0                     | 0                     | 0                     | 0                     | 0                     |                       |

| 勝敗 | 対戦相手                     | 試合結果               | 大会名                               | 開催年月日     |
| ○    | ウィエスラウ・クワシニエスキ | 3R終了 判定            | SuperKombat World Grand Prix II 2012 | 2012年5月12日  |
| ○    | ネイル・クーク               | 1R 0:50 KO（パンチ）   | SuperKombat: Fight Club              | 2011年11月17日 |
| ○    | ボブ・サップ                 | 1R 1:11 KO（左フック） | SuperKombat World Grand Prix IV 2011 | 2011年10月15日 |